# تزونگولی
تزونگولی (به ایتالیایی: Zungoli) یک کومونه در ایتالیا است که در استان آولینو واقع شده‌است. تزونگولی ۱۹ کیلومتر مربع مساحت و ۱٬۱۷۰ نفر جمعیت دارد و ۶۵۷ متر بالاتر از سطح دریا واقع شده‌است.